# Roman Fischer (Musiker)
Roman Fischer (* 1985 in Bayern) ist ein deutscher Indie-Pop-Musiker.

## Leben
Roman Fischer wuchs auf dem Dorf auf und zog mit 17 Jahren nach Augsburg in eine Wohngemeinschaft. 2003 erschien seine erste EP, 2004 sein Debütalbum Bigger Than Now bei Blickpunkt Pop. Er spielte dabei fast alle Instrumente selbst ein. Sein zweites Album Personare wurde von Jem produziert und zur "Platte des Monats" im Musikexpress (Ausgabe 11 / 2006) gekürt. Es folgten Club- und Festivalauftritte mit seiner Liveband. Nach einem Umzug nach Berlin spielte er sein drittes Album mit dem schwedischen Produzenten Patrik Berger für die Universal Music Group ein.

## Diskografie
Alben und EPs
- 2003: Outtakes (EP)
- 2004: Bigger Than Now
- 2006: Personare
- 2010: Roman Fischer